# San José de Flores (subte de Buenos Aires)
San José de Flores es una estación de la línea A del Subte de Buenos Aires. Debido a su cercanía con la estación Flores de la línea Sarmiento, es un importante nodo de combinación. 
La estación cuenta con varias intervenciones artísticas, encargadas al artista argentino Guillermo Roux.
Se inauguró el viernes 27 de septiembre de 2013, luego de reiteradas postergaciones.

## Ubicación
Se encuentra debajo de la Avenida Rivadavia entre las calles General José G. Artigas y Pedernera, y las calles Fray Cayetano Rodríguez y Rivera Indarte, adyacente a la Plaza Pueyrredón —también conocida como Plaza Flores—  en el barrio porteño de Flores. Está entre las estaciones Carabobo y San Pedrito. 
Se encuentra a pocos metros de la estación Flores de la línea Sarmiento.

## Hitos urbanos
- Basílica de San José de Flores
- Plaza Flores
- Santuario Jesús Sacramentado del Ferrocarril Sarmiento

## Imágenes

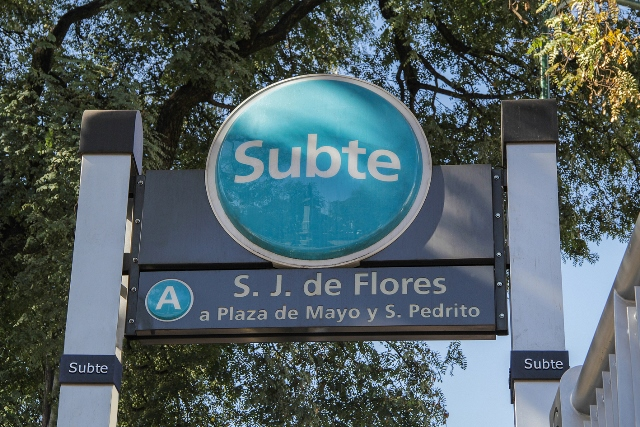
Cartel de entrada
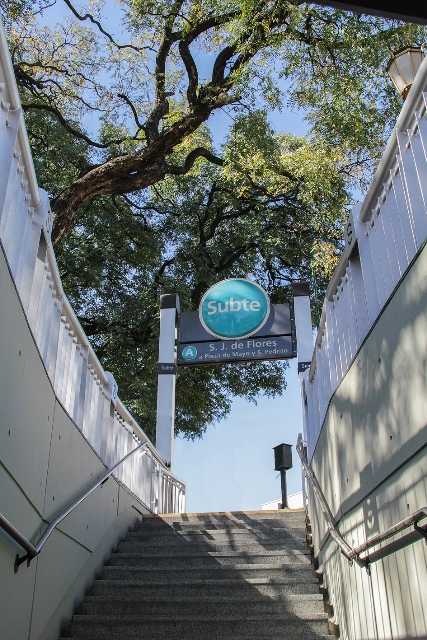
Salida en curva
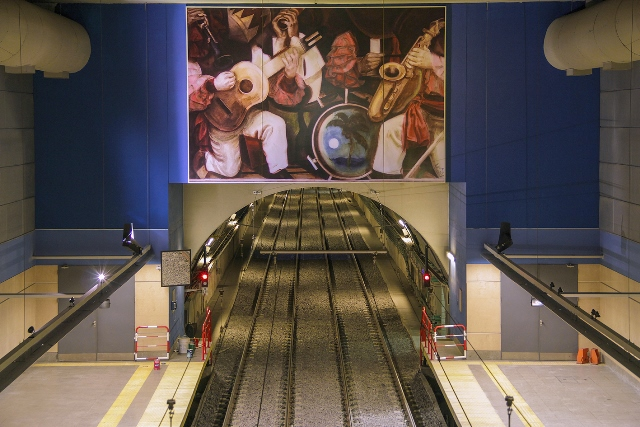
Mural y túnel
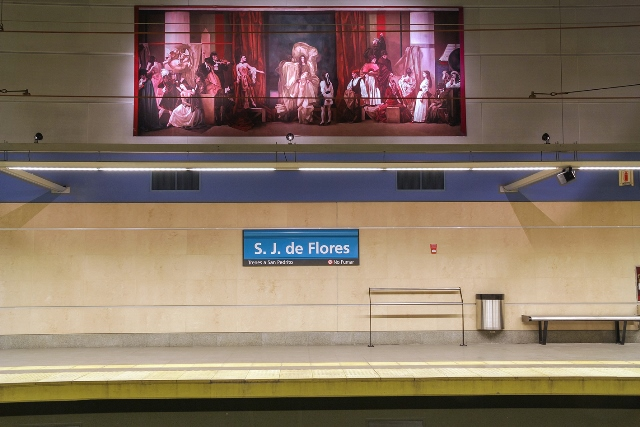
Andén y cartel
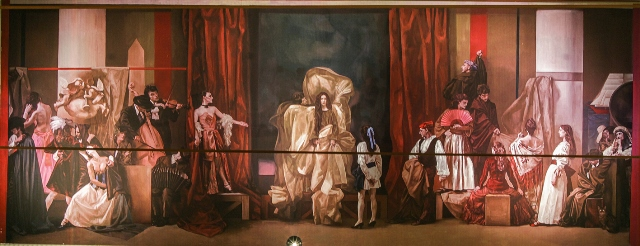
Mural de cerca (1)
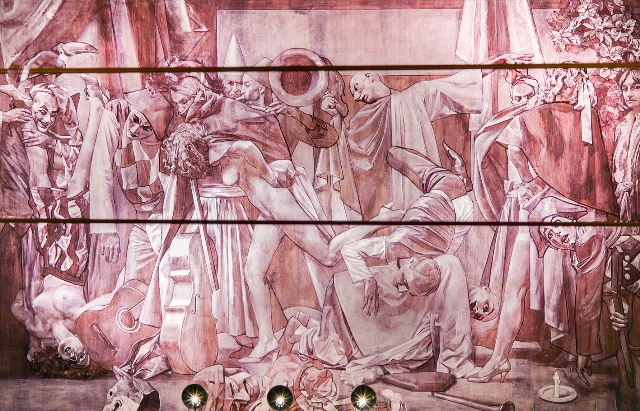
Mural de cerca (2)